# Wojciechowo (województwo pomorskie)
Wojciechowo – wieś w Polsce położona w województwie pomorskim, w powiecie lęborskim, w gminie Wicko.
W latach 1975–1998 miejscowość położona była w województwie słupskim.
Inne miejscowości o nazwie Wojciechowo